# Kvarteret Bajonetten

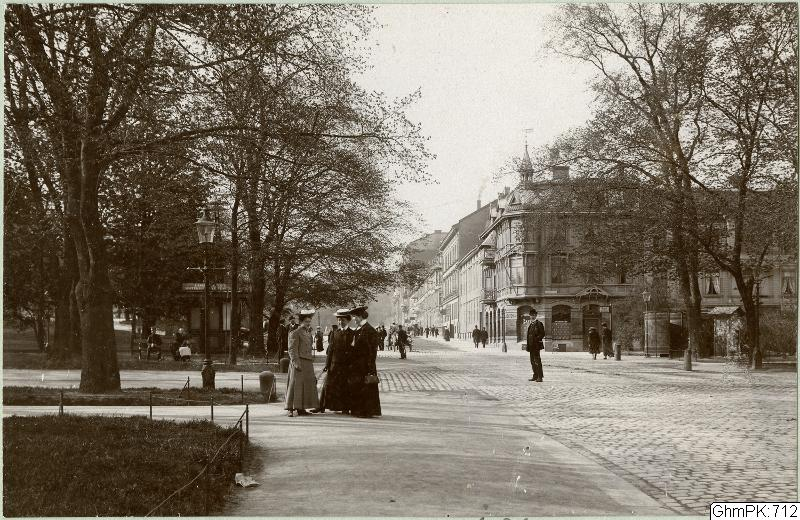
Hörnet av Sprängkullsgatan och Södra Allégatan (Haga 29:9) – utsikt söderut från Nya Allén 1909, Foto från Bildsamlingen, GSM.

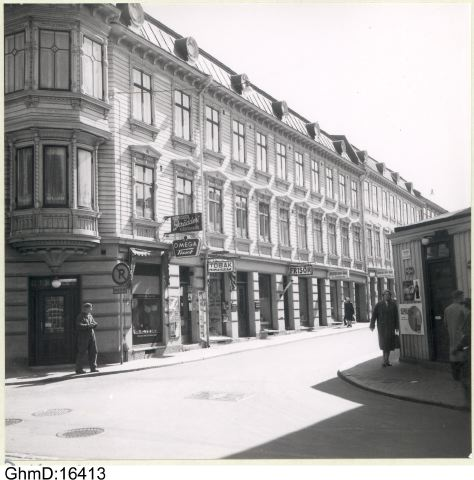
Husargatan 2-6 (Haga 29:1) år 1960.
Foto från Bildsamlingen, GSM.

Kvarteret Bajonetten, ligger i nordöstra delen av Haga i Göteborg. Två av kvarterets sju fastigheter blev byggnadsminnesförklarade den 16 februari 2018.
Haga är Göteborgs äldsta förstad och anlades samtidigt med den befästa staden innanför vallgraven. Stadsplanen och den bevarade bebyggelsen speglar stadsdelens historia från 1600-talets mitt till 1900-talets början. Byggnaderna i kvarteret Bajonetten har mycket höga kulturhistoriska värden. De är karaktärsfulla för Haga och har framträdande lägen i stadsbilden utmed Södra Allégatan och Sprängkullsgatan. Byggnaderna är från olika perioder och speglar landshövdingehusens varierade uttryck och förändring över tid. Byggnaderna i kvarteret representerar de enklare trähusen från mitten av 1800-talet till de mer dekorerade landshövdingehusen från 1800-talets senare del.

## Bakgrund
År 1962 upprättades ett saneringsprogram för Haga. Vid mitten av 1960-talet påbörjades evakuering och rivning av husen och en livlig debatt uppstod om hur förnyelsen i Haga skulle genomföras. I samband med detta antog Länsstyrelsen, Riksantikvarieämbetet och Göteborgs stad ett gemensamt beslut den 20 december 1979, att upprätta ett handlingsprogram för att bevara byggnaderna med särskilt kulturhistoriskt värde i stadsdelen. Programmet inriktades för att bevara byggnader utmed Haga Nygata, Skanstorget och i nordöstra Haga.
Programmet reviderades 1984. Ett urval gjordes av kulturhistoriskt värdefulla byggnader med miljöskapande betydelse för Haga inför byggnadsminnesförklaringar och varsam upprustning med stöd av statliga tilläggslån. Några av byggnaderna i kvarteret Bajonetten ingick i detta program. Stadsplanen från 1985 omfattar bland annat detta kvarter. Byggnaderna har planbestämmelsen Q, som utgör reservat för befintlig kulturhistoriskt värdefull bebyggelse. Landshövdingehusen i Haga är unika för Göteborg. Genom byggnadsminnesförklaringen 2018 säkerställdes att kvarterets två äldsta byggnaders kulturvärden förvaltas och bevaras långsiktigt.

## Historik
I samband med industrialiseringen under mitten av 1800-talet ökade befolkningen snabbt i Haga. På 1870-talet när befolkningsökningen var som störst blev landshövdingehuset den hustyp, som kom att dominera i stadsdelar som Annedal, Majorna, Haga och Olskroken. Att upprusta och bevara Hagas karaktär är en av de största satsningar, som gjorts i Sverige i syfte, att bevara kulturhistoriskt värdefull bebyggelse. Under åren 1990-91 renoverades dessa byggnader i kvarteret varsamt. I kvarteret revs ett äldre hus mot Södra Allégatan och ersattes med ett nytt hus.
De båda hörnhusen mot Södra Allégatan som blev byggnadsminne 2018 är landshövdingehus från 1888 respektive 1894. Bostadshuset vid Sprängkullsgatan 3A, uppfördes 1857. Huset är ett exempel på de äldre låga trähusen i Haga. På innergården – Sprängkullsgatan 3B – uppfördes ett bostadshus år 1860. Byggnaderna 3A och 3B har ett gemensamt formspråk och färgställning.
Landshövdingehuset i fastigheten Haga 29:1 vid Södra Allégatan 11–Husargatan 2-6 uppfördes 1888. Det har ett framträdande läge mot Södra Allégatan och allén. Hörnet utmärks av ett vackert dekorerat burspråk, som kröns av ett torn. Burspråkets fönster har etsningar. På takfallet mot gatan finns vindsfönster, så kallade oxögon. I bottenplanet finns butiker. Takfot och fönsteromfattningar är rikt dekorerade. Fasaden är rikt dekorerad och fönstren i burspråket är etsade. Då ett nytt hus uppfördes vid Husargatan 8 under tidigt 1990-tal drabbades fastigheten Haga 29:1 av kraftiga sättningar, mest påtagligt vid Husargatan 6.

## Galleri

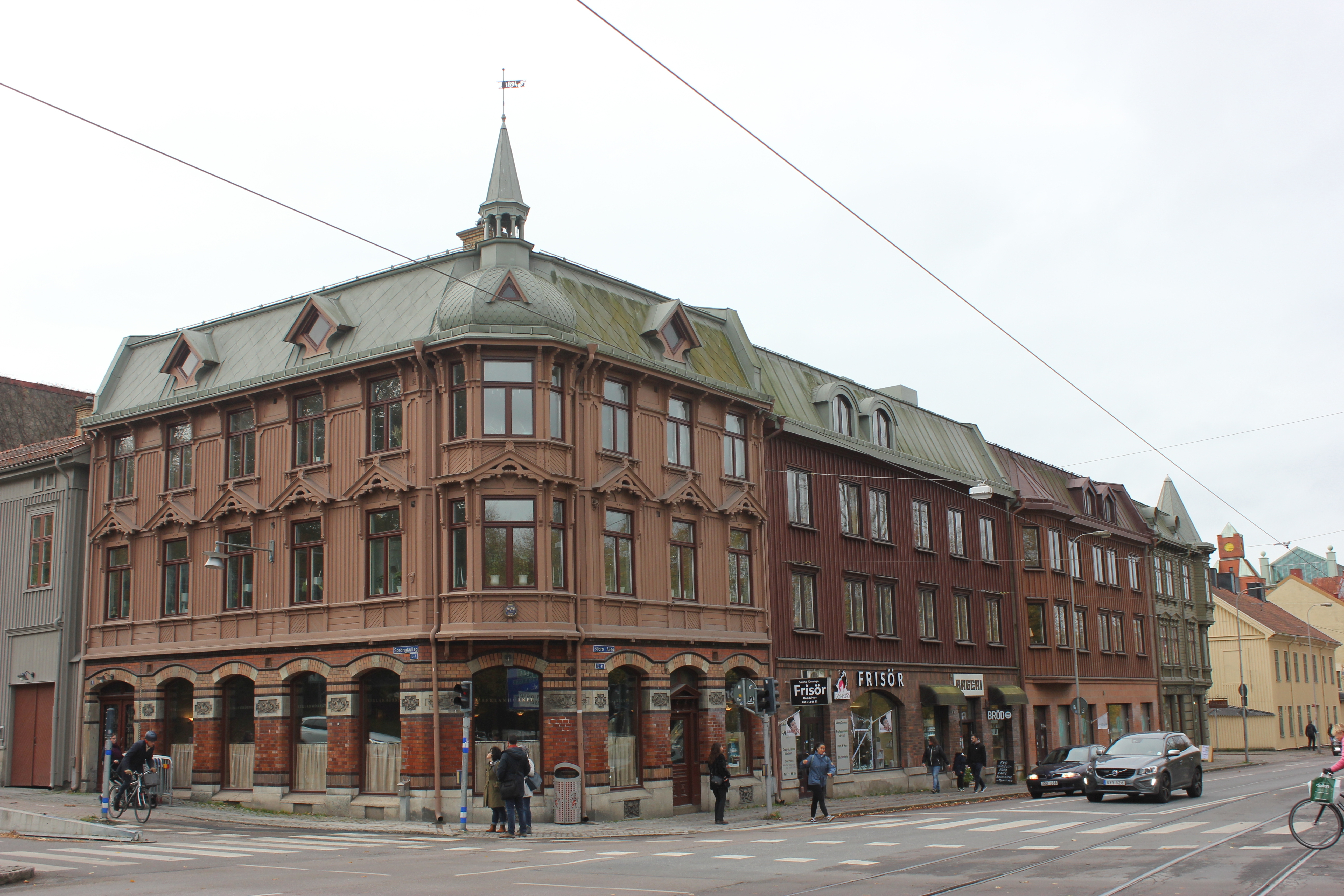
Hörnet av Sprängkullsgatan och Södra Allégatan (Haga 29:9) – utsikt mot sydväst från Nya Allén (2017).
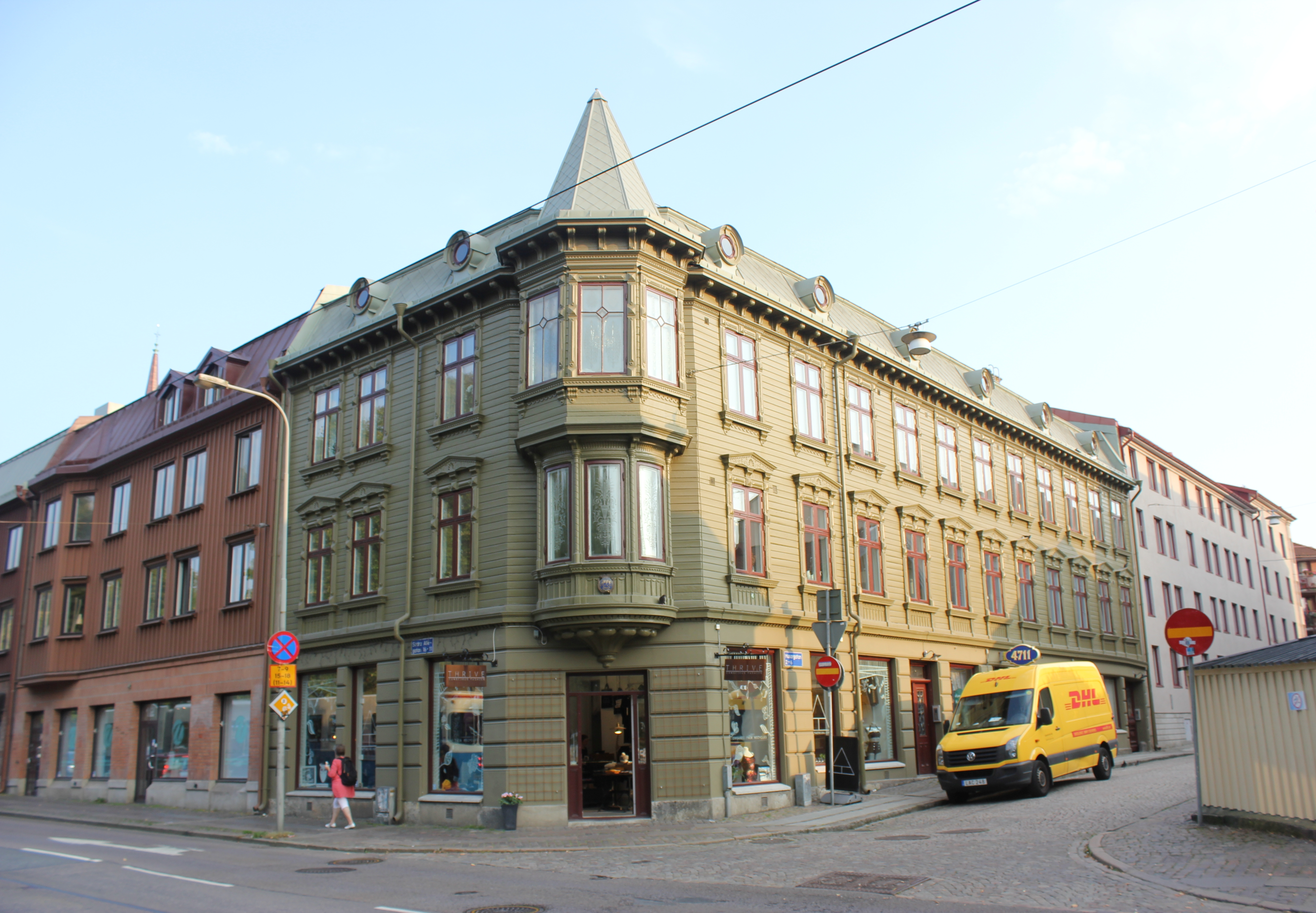
Hörnet av Södra Allégatan och Husargatan (Haga 29:1) (2016).
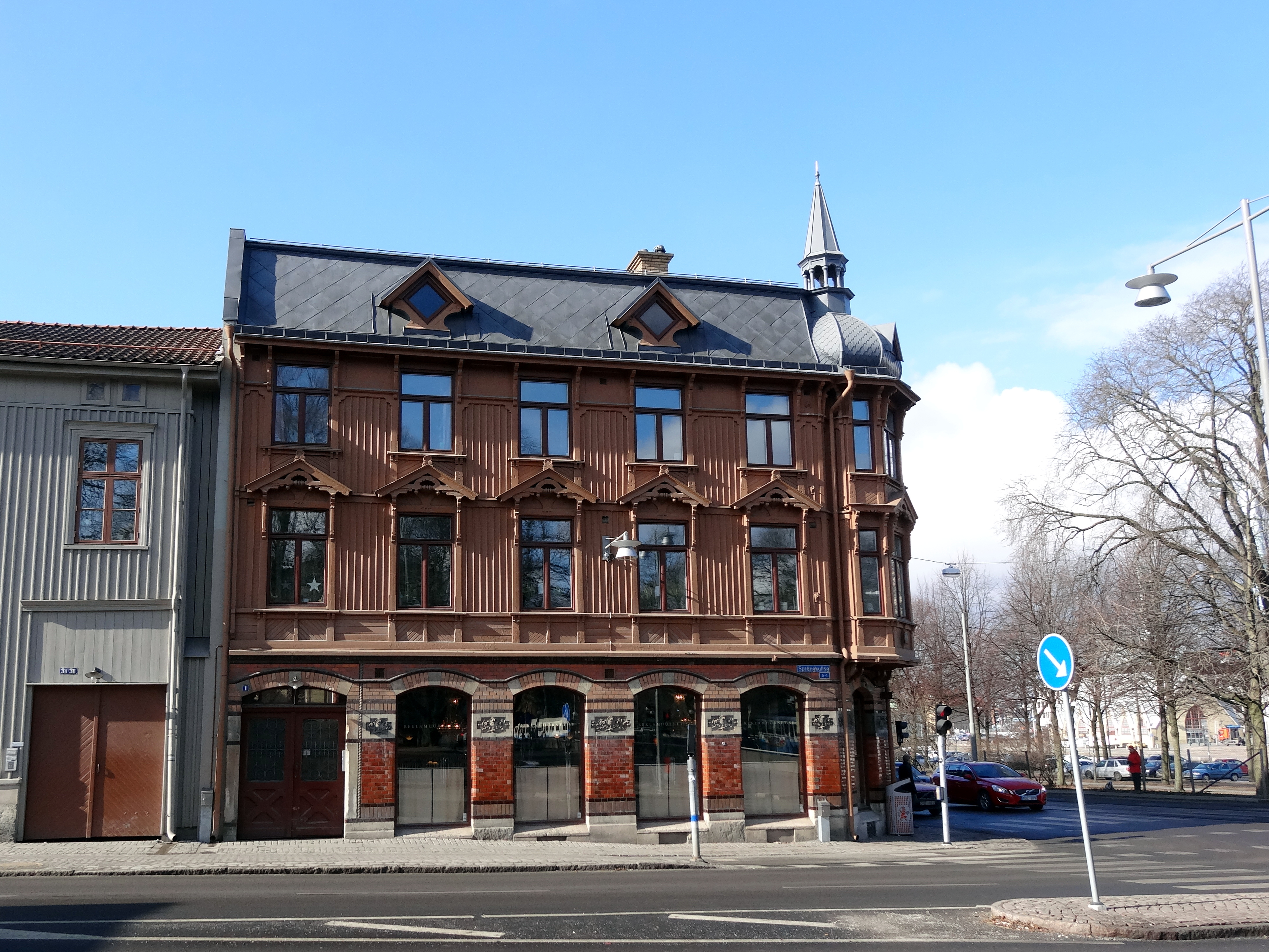
Sprängkullsgatan 1. Porten till 3A och 3B syns till vänster i bilden (2013).
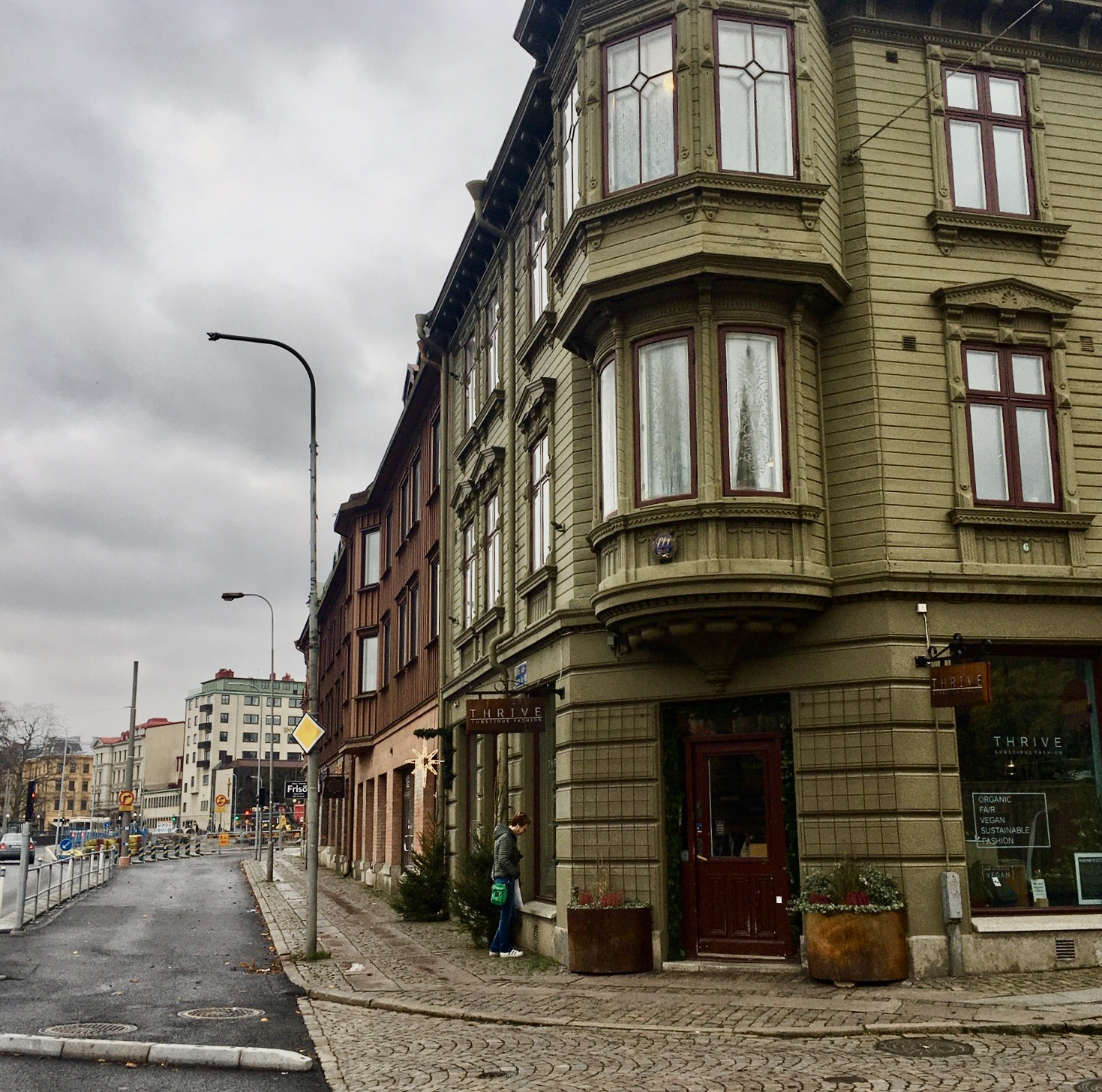
Hörnet av Husargatan och Södra Allégatan (2020).
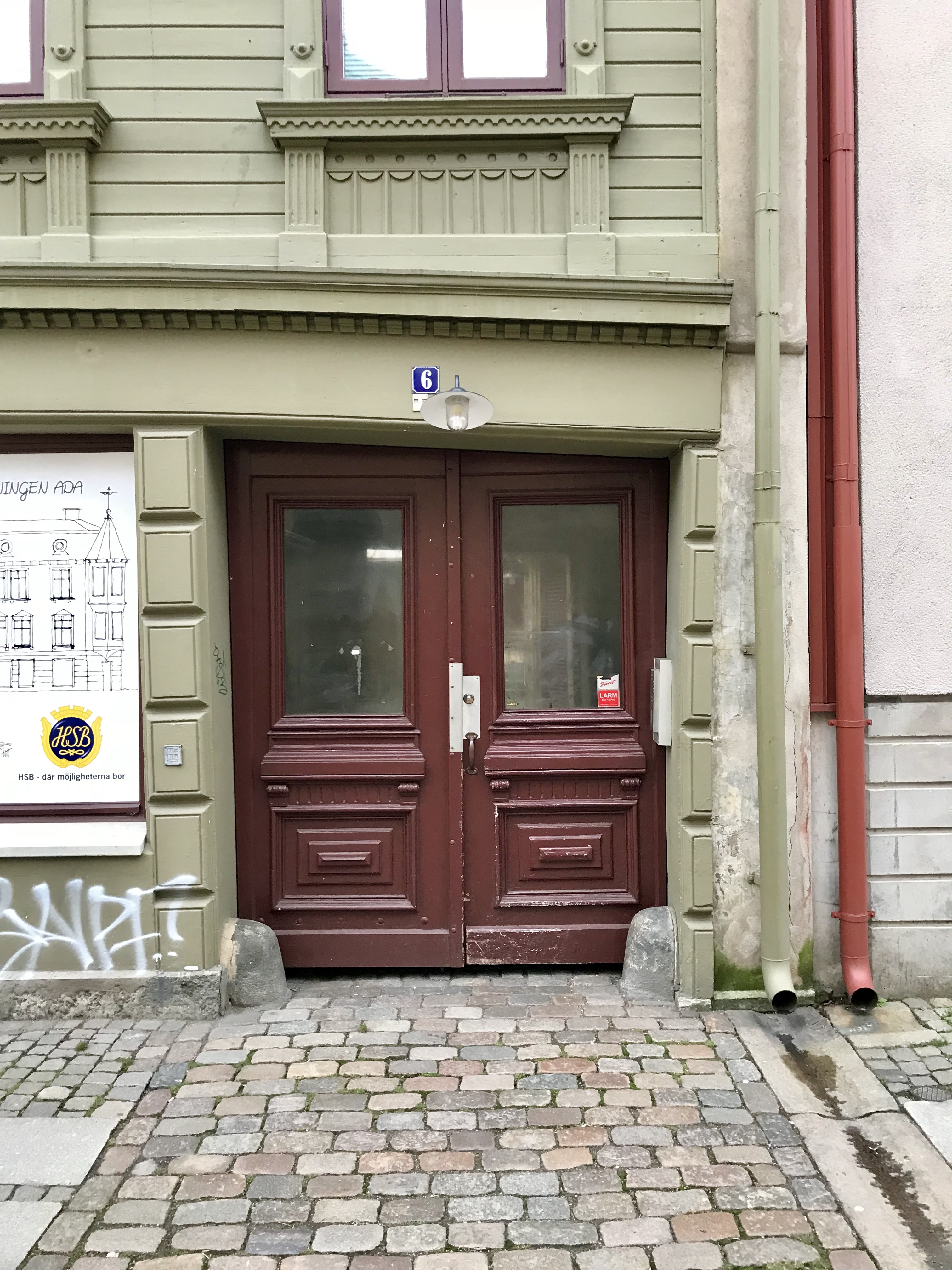
Porten till Husargatan 6 (2018).

### Fotnoter
1. ↑  Karta, Bebyggelseregistret, Riksantikvarieämbetet.
2. ↑  Lagskydd, Bebyggelseregistret, Riksantikvarieämbetet.
3. ↑  Motivering, Bebyggelseregistret, Riksantikvarieämbetet.
4. 1 2 3  Beslut 2018-02-16 om Byggnadsminnesförklaring av byggnader i kv Bajonetten i Haga inom fastigheterna 29:1 och 29:9 i Göteborg.
5. ↑  Lönnroth, Gudrun; Lundgren Maria (2015). Göteborgarnas Haga: en stadsdels historia : fästning, förstad, arbetarebostäder, stad i staden, saneringsobjekt, kulturminne. Göteborg: Gudrun Lönnroth. sid. 84-85, 329. Libris 18557692. ISBN 9789163788147
6. ↑   Kv 29 Bajonetten, Lönnroth, Gudrun, Kulturhistoriskt värdefull bebyggelse i Göteborg: ett program för bevarande. Del 1,  (1999), Stadsbyggnadskontoret, Göteborg, s. 211.

### Webbkällor
- Beslut 2018-02-16 om Byggnadsminnesförklaring av byggnader i kv Bajonetten i Haga inom fastigheterna 29:1 och 29:9 i Göteborg. Bebyggelseregistret, Riksantikvarieämbetet. Läst 1 januari 2021.
- Karta, Bebyggelseregistret, Riksantikvarieämbetet. Läst 1 januari 2021.
- Kv 29 Bajonetten, Lönnroth, Gudrun, Kulturhistoriskt värdefull bebyggelse i Göteborg: ett program för bevarande. Del 1,  (1999), Stadsbyggnadskontoret, Göteborg, s. 211. Läst 1 januari 2021.
- Lagskydd, Bebyggelseregistret, Riksantikvarieämbetet. Läst 1 januari 2021.
- Motivering, Bebyggelseregistret, Riksantikvarieämbetet. Läst 1 januari 2021.